# Iglesia de la Virgen del Rosario (Aragüés del Puerto)
La iglesia de la Virgen del Rosario de Aragüés del Puerto es un templo barroco ubicado en la población de Aragüés del Puerto, en Huesca.

## Historia
El templo actual es una construcción que sustituye al anterior templo de San Salvador destruido durante un grave incendio en la población el 1601, estando las obras documentadas desde el 1685 y probablemente terminó en el 1704, siendo la fecha inscrita en la portada.
En torno a 1960 se realizaron reformas en la torre y el pavimento de la iglesia, colocándose suelo de madera en el centro, y se pintó la iglesia.
Entre 2002-2003 el Servicio de Vivienda y Rehabilitación del Gobierno de Aragón realizó obras de restauración de la cubierta y rehabilitación en el edificio como drenajes y ventilación de muros.

## Descripción
El edificio, construido con sillería y mampostería enfoscada, consta de tres naves y tres ábsides rectangulares, de los cuales el central es más alargado, junto con un pórtico a los pies y una torre junto al mismo en el lado del evangelio.
En el interior las naves se dividen en cuatro tramos separados por arcos fajones de medio punto que se apoyan en unos pilares cuadrangulares con pilastras adosadas en todas sus caras que separan las naves. Todos los tramos están cubiertos por bóvedas de medio cañón con lunetos orientados perpendicularmente al eje de la nave en la central y paralela en las laterales. En la cabecera la capilla central se cubre con un primer tramo en bóveda de cañón con lunetos y un segundo con bóveda de arista al ser más ancha y profunda, mientras que en las capillas laterales la cobertura es con bóveda de arista.
A los pies tiene un coro alto, que se levanta sobre una bóveda rebajada de cuatro paños y bajo la cual se encuentra el acceso al exterior y en el lado del evangelio se encuentran también las escaleras de acceso a la torre, que es de planta cuadrada y que tiene dos cuerpos muy desiguales separados por una imposta y sin apenas aperturas de vanos al exterior a excepción de los cuatro pares de vanos abiertos en el segundo cuerpo de la torre para las campanas y que están ligeramente rehundidos respecto al paramento y que se remata con un tejado piramidal con doble inclinación.
En el exterior lo más destacado es el pórtico, que tiene un acceso frontal bajo un arco de medio punto con aperturas laterales que también tienen un arco de medio punto aunque en la parte baja presentan un medio muro. Las esquinas del pórtico presentan unos contrafuertes de pequeño tamaño y el conjunto se cubre bajo un tejado de losa a tres aguas. La portada también presenta un arco de medio punto rematada por un frontín curvo en cuyo interior se encuentra una talla de la Virgen del Rosario de Madera y bajo el cual se encuentra un dintel decorado con motivos geométricos y florales alternantes, en el cual se encuentra la inscripción de la fecha de finalización de la construcción.

### Obras pictóricas
En el interior del templo se encuentran una variedad de retablos y otros elementos artísticos que reflejan la evolución del estilo artístico en el inmueble, siendo el retablo principal dedicado a la Virgen del Rosario, de estilo barroco y en cuyos extremos de su banco se encuentran las puertas que dan acceso a la sacristía del templo mientras que el cuerpo principal se articula mediante tallas de niños que sujetan estípites, mientras que en la parte superior de los extremos son unos bustos femeninos los que parecen sostener los capiteles. En los laterales destacan los capiteles de San Ramón Nonato y San Sebastián por su importancia artística mientras que otros capiteles como el de la Asunción o el Pilar tienen un estilo más popular.
El de Santo Cristo, en la nave lateral sur, datado en la primera mitad del siglo XVII en contraste con el retablo de la Sagrada Familia, que es de principios del XVIII y que se articula por columnas salomónicas presentado una recargada decoración vegetal.

## Cultura
El templo es centro de las fiestas menores de la población de Aragüés ya que el primer domingo de octubre se celebran eventos religiosos en el mismo.